# 浙闽隆褶带
浙闽隆褶带，是东海北部的一条隆褶带，西为东海陆架盆地。该隆起带包括舟山群岛、虎皮礁、苏岩礁和济州岛等岛礁。